# Man Wanted (film, 1995)
Pour plus de détails, voir Fiche technique et Distribution.
Man Wanted (旺角的天空, Wang Jiao de tian kong) est un film hongkongais réalisé par Benny Chan et Steve Cheng, sorti en 1995.

## Synopsis
Lok Man Hwa et Lu Chan Feng sont deux amis. Seulement l'un est un policier infiltré tandis que l'autre est un dangereux gangster. Lorsque Lok Man Hwa doit procéder à l'arrestation de son ami, il provoque indirectement sa mort. Le temps passe et Lok Man Hwa reprend son quotidien jusqu'au jour où il retrouve la fiancée de son ami dont il tombe amoureux alors qu'il vit déjà avec une femme.

## Fiche technique
- Titre : Man Wanted
- Titre original : 旺角的天空 (Wang Jiao de tian kong)
- Réalisation : Benny Chan et Steve Cheng
- Scénario : Cheung Chak Ming
- Production : Benny Chan et Steve Cheng
- Musique : Inconnu
- Photographie : Inconnu
- Montage : Chan Ki-hop et Cheng Chak-man
- Pays d'origine : Hong Kong
- Format : Couleurs - 1,85:1 - Stéréo - 35 mm
- Genre : Action, policier
- Durée : 92 minutes
- Date de sortie : 16 mars 1995 (Hong Kong)

## Distribution
- Simon Yam : Lok Man Hwa
- Yu Rongguang : Lu Chan Feng
- Kenneth Chan : Tai
- Cherie Chen : Mindy
- Christy Chung : Yung
- Law Kar-Ying : Bald Yin
- Eileen Tung : June
- Parkman Wong : l'inspecteur Hwang